# ラプター (競技)

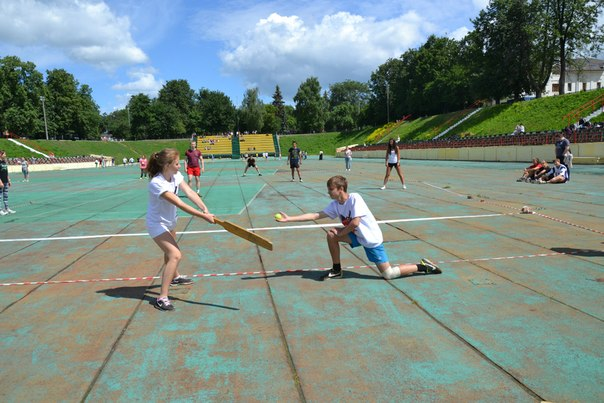

ラプター (ロシア語: лапта́) は、ロシアに発祥するバット・アンド・ボール・ゲーム。
中世の古文書においてもラプターについての言及があり、ノヴゴロドのある発掘現場からは、14世紀の地層からバットとボールが見つかっている。
クリケットや野球、ラウンダーズ、ペサパッロ、brännboll、oină などと似ているところがある。

## ルール
以下、ルールの一例を紹介する。ラプターは戸外で行う競技である。フィールドの境界は平行なラインで示される。このラインのことを salo と呼ぶ。バッターは、サーブされるボールを打って、できるだけ遠くへ飛ばし、フィールドの反対側の kon ラインまで走る。可能ならばフィールドのこちら側の gorod ラインまで走って戻ってくる。守備側がランナーにボールを投げて、あたるとアウトになる。うまく走るとチームに点が入る。制限時間内にできるだけ多く点を取れば勝ち。あるいは、すべてのプレイヤーが一度もアウトを取られることなく走ってしまえば勝ち。
2003年に雑誌 Times に掲載された記事によると、次に述べるようなルールが紹介されている。普通のサッカーのピッチの半分程度のサイズ、20 x 25 サジェニ（43 x 53 m）のフィールドで行う。フィールドには、守備側チームのプレイヤーが計6人、フィールド内に5人立ち、ピッチャー/サーバーが1人、攻撃側チームのバッターの近くに立つ。ピッチャー/サーバーは、攻撃側チームのバッターの方へボールを投げる。攻撃側チームは6人で構成される。各打者には10メートルのラインを超えるボールを打たなければならない。チャンスは2回まで与えられる。バッターの打ったボールが10メートルラインを超える場合、ランナーたちはピッチの反対側の端まで走ることができる。ランナーがピッチの反対側から戻ってくることができたら、1人につき2点が攻撃側に入る。1試合は1時間。前半と後半で守備と攻撃を入れ替える。

ロシアの作家、アレクサンドル・クプリーンは、ラプターについて次のように書いている。
この民衆の遊びは、最もおもしろく有益な遊びの一つだ。ラプターに要求されるものは、智略、深呼吸、仲間に忠実であること、注意力、俊敏さ、足の速さ、うまく狙って得点に繋げること、強打力、そして決して負けないという、粘り強く固い思いだ。この競技には、怠け者と臆病者の居場所はない。

## 野球の起源説
ロシアの雑誌 Little Light と『イズヴェスチヤ』によると、野球は18世紀にロシア系アメリカ人により、ラプターから開発されたものであるという。